# Daniel Gibson
Daniel Gibson   (Houston, 27 de febrer de 1986) és un jugador de bàsquet professional estatunidenc. Va ser seleccionat pels Cavaliers a la segona ronda del Draft de l'NBA del 2006. És conegut com a "Boobie", sobrenom posat per la seva mare.

## Carrera

### High School
Gibson va anotar una mitjana de 25,5 punts a l'Institut Jones i va liderar al seu equip de l'institut a un balanç de 31-5 i al títol estatal Class 4A en el seu any com a senior. L'última vegada que el seu equip havia guanyat el campionat estatal va ser el 1965.

### Universitat
Gibson va jugar al bàsquet universitari a Texas Longhorns. En les seves dues temporades va anotar 935 punts, incloent-hi 175 triples. Durant la campanya 2005-2006, va completar 101 tirs de tres punts i va rompre així el rècord de més llançaments de tres en una temporada.
El 7 de juny de 2006, Gibson va decidir delcarar-se elegible pel Draft de la NBA.

### NBA
Va ser escollit en el 42è lloc de la segona ronda del Draft de 2006 per Cleveland Cavaliers. El seu primer partit com a titular va ser el 30 de gener de 2007 contra els Golden State Warriors, en què va anotar 12 punts. El seu primer any a la lliga el va acabar amb una mitjana de 4,6 punts per partit en 60 partits, 16 dels quals va començar com a titular.
En el seu primer any com a professional va arribar a jugar les Finals NBA al costat de LeBron James. En les Finals de la Conferència Est, tant LeBron James com Daniel Gibson es van convertir en protagonistes en aconseguir el seu màxim de punts a la NBA, 48 punts i 31 punts respectivament.